# Niko Kovač
Niko Kovač, hrvaški nogometaš in nogometni trener, * 15. oktober 1971, Zahodni Berlin, Zahodna Nemčija.